# 1:54
1:54 é um filme canadense de drama lançado em 2016, dirigido por Yan England, e estrelado por Antoine Olivier Pilon, Lou-Pascal Tremblay e Sophie Nélisse, com participações de David Boutin, Patrice Godin, Robert Naylor e Anthony Therrien. Lançado em 24 de agosto de 2016, o enredo aborda o tema do bullying nas escolas, analisando suas complexidades e impactos sociais.

## Sinopse
Aos 16 anos, Tim é um jovem tímido, brilhante e dotado de um talento esportivo natural. Mas na escola, tem sofrido bullying e ameaças incessantes nos últimos cinco anos. Sozinho contra a turma de Jeff, ele encontra conforto com Jennifer, uma colega de classe. Para finalmente superar seu rival, ele se junta a um clube esportivo, com o único objetivo de vencer os 800 metros na competição nacional em 1'54. No entanto, Jeff tem uma carta na manga que ele não está disposto a abrir mão.

## Elenco
O elenco abaixo foi obtido do siteFilms du Québec:
- Antoine Olivier Pilon como Tim
- Sophie Nélisse como Jennifer
- Lou-Pascal Tremblay como Jeff
- David Boutin como Pierre
- Patrice Godin como M. Sullivan
- Robert Naylor como Francis
- Anthony Therrien como Patrick
- Guillaume Gauthier como David
- Irdens Exantus como Fred
- Karl-Antoine Suprice como Sydney
- Laurie-Jade Rochon como Zoé
- Benoit Finley como supervisor
- Renée Cossette como diretora Mathieu
- Émile Mailhiot como professor de educação física
- Ariane Jeudy como Isabelle
- Hudson Leblanc como Tim (jovem)
- Louis-Julien Durso como Jeff (jovem)
- Justine Le como garota de 13 anos
- Gabrielle Shulman como garota de 13 anos
- Francis Tremblay como garoto da festa
- Jasmina Parent como bela do grupo
- Louis-Olivier Maufette como investigador Bérubé
- Richard Champagne como policial

## Repercussão
O filme foi destaque durante o Festival de Cinema de Quebeque em 2016, onde recebeu o prêmio de "Melhor Filme Estudantil" e seu protagonista, Antoine Olivier Pilon, foi premiado como "Melhor Ator". Entretanto, o filme recebeu análises variadas por parte da crítica especializada. Jordan Mintzer, crítico da The Hollywood Reporter, elogiou a performance de Pilon e a direção de England, embora tenha observado algumas inconsistências na trama. Continuando na mesma linha de pensamento, Rich Cline, crítico do Shadows on the Wall, avaliou a atuação e a produção cinematográfica como convincentes para cativar a audiência, explorando emoções vívidas e tópicos de relevância com grande ressonância. Contudo, o enredo foi extensivamente criticado por suas inconsistências em relação ao tema. Scott Tobias, da Variety, chegou à conclusão de que o enredo está desvinculado da maneira como os adolescentes reais pensam, agem e se comunicam. Por sua vez, Gary Goldstein, do Los Angeles Times, afirmou que o roteiro e a direção de England nunca se concentram em qualquer lição por tempo suficiente para fazer uma declaração completa ou satisfatória.